# 切齒諾福克三鰭䲁
切齒諾福克三鰭䲁（學名：Trinorfolkia incisa），為輻鰭魚綱䲁形目三鰭䲁科諾福克三鰭䲁屬的一個種，分布於東印度洋澳洲南部海域，深度3至25公尺，本魚體延長，眼眶上觸鬚呈掌狀，體色灰色至棕色，背部和側面有6-7個深色條紋，臀鰭基部有黑點，眼睛下方有相對較窄的深色條紋，第一背鰭淺色至暗色，第二背鰭透明至暗色，第三背鰭和臀鰭上有窄對角線條紋，胸鰭非常大，中間的鰭條幾乎延伸到第二背鰭後部的下方，體長可達3.6公分，成魚棲息在沿海岩石底質潮間帶，雌魚產附著性卵在藻類築的巢，雄魚會守護卵，幼魚為浮游性，生活習性不明。